# Kowjahy
Kowjahy (ukrainisch Ков'яги; russisch Ковяги Kowjagi) ist eine Siedlung städtischen Typs im Westen der ukrainischen Oblast Charkiw mit etwa 3100 Einwohnern (2015).

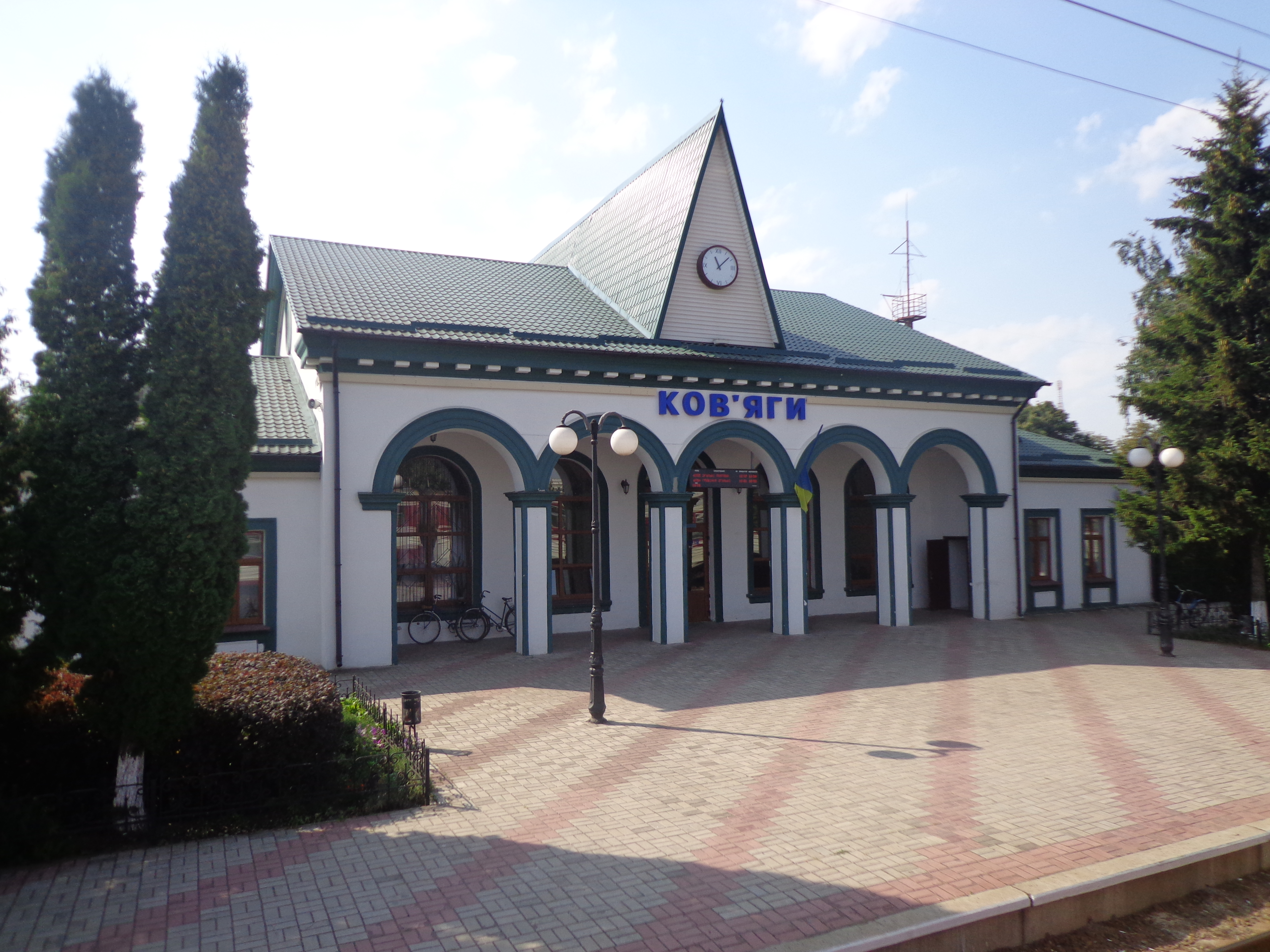
Eisenbahnstation im Ort

Die Ortschaft erhielt 1968 den Status einer Siedlung städtischen Typs und liegt an der Regionalstraße P–22 10 km nordwestlich vom ehemaligen Rajonzentrum Walky und 56 km westlich von Charkiw und besitzt eine Bahnstation an der Bahnstrecke Charkiw–Poltawa.
Am 12. Juni 2020 wurde die Siedlung ein Teil der neugegründeten Stadtgemeinde Walky, bis dahin bildete sie zusammen mit den Dörfern Chalymoniwka (Халимонівка), Rossochiwka (Розсохівка), Schurawli (Журавлі) und Trochymiwka (Трохимівка) die gleichnamige Siedlungsratsgemeinde Kowjahy (Ков'язька селищна рада/Kowjaska selyschtschna rada) im Nordwesten des Rajons Walky.
Am 17. Juli 2020 kam es im Zuge einer großen Rajonsreform zum Anschluss des Rajonsgebietes an den Rajon Bohoduchiw.